# Casa Lonja de Albacete
La Casa Lonja fue un edificio de la ciudad española de Albacete ubicado en la plaza Mayor, sede del Ayuntamiento de Albacete entre 1817 y 1879.

## Historia
Como consecuencia de su estado ruinoso, el Ayuntamiento de Albacete se trasladó en 1817 desde las Salas Capitulares de Santa María de la Estrella hasta la Casa Lonja, propiedad del conde de Pinohermoso y ubicada en la plaza Mayor, en la búsqueda también de un emplazamiento más acorde con el nuevo centro urbano.
El edificio, restaurado por el conde de Pinohermoso en calidad de préstamo para su uso municipal, cobró la denominación de Casa Lonja Sala Capitular Nueva. El consistorio ocupaba la planta principal del edificio hasta que en 1879 se trasladó a la casa Cortés, en la plaza del Altozano.

## Características
El edificio, de estilo neoclásico, estaba situado en la plaza Mayor, en una manzana triangular cerrada por la calle Albarderos. La parte superior de su fachada tenía un reloj con campanas, las cuales fueron trasladadas en 1860 desde la antigua sede del ayuntamiento e instaladas sobre un templete de hierro cuyos números y saetas fueron diseñados por el artista albaceteño Gregorio Guerrero y fundidos en el taller de Antolín García.